# Bhadohi
Bhadohi (Hindi: भदोही, Urdu: بھدوہی; Bhadohī, [bʱʌˈdoːhi]) ist eine Stadt im nordindischen Bundesstaat Uttar Pradesh.
Bhadohi liegt im Osten des Bundesstaats rund 45 Kilometer westlich von Varanasi und 75 Kilometer östlich von Prayagraj. Der Fluss Ganges fließt rund 18 Kilometer südlich von Bhadohi vorbei. Bhadohi ist die größte Stadt des Distrikts Bhadohi, Verwaltungssitz des Distrikts ist aber Gyanpur. Zum Zeitpunkt der Volkszählung 2011 hatte die Stadt 94.620 Einwohner.
Bhadohi ist ein Zentrum der Teppichherstellung und ist über einen Bahnhof an das Eisenbahnnetz angeschlossen.